# Campeonato Mundial de Remo de 2024
El LII Campeonato Mundial de Remo se celebró en St. Catharines (Canadá) entre el 18 y el 24 de agosto de 2024 bajo la organización de la Federación Internacional de Sociedades de Remo (FISA) y la Federación Canadiense de Remo.
Las competiciones se realizaron en el canal de remo del lago Martindale Pond, ubicado al oeste de la localidad canadiense. Sólo se dispuraron las categorías no olímpicas.

## Medallistas

### Masculino
| Evento                               | Oro | Plata                                                                            | Bronce                                                                         |
| ------------------------------------ | --- | -------------------------------------------------------------------------------- | ------------------------------------------------------------------------------ |
| Scull individual ligero LM1X (24.08) | Paul O'Donovan Irlanda 6:49,68                                                                            | Antonios Papakonstantinu · Grecia · 6:51,90                                      | Niels Torre · Italia · 6:52,64                                                 |
| Cuatro scull ligero LM4X (24.08)     | José Navarro · Marco Velázquez Ugalde · Miguel Carballo Nieto · Rafael Mejía Gutiérrez · México · 5:47,39 | James McCullough Casey Howshall Ian Richardson Jasper Liu Estados Unidos 5:47,74 | Tim Streib · Moritz Marchart · Fabio Kress · Joachim Agne · Alemania · 5:50,52 |
| Dos sin timonel ligero LM2- (24.08)  | Konrad Hultsch · Paul Ruttmann · Austria · 6:34,78                                                        | Matías Ramírez Alberto Portillo Paraguay 6:42,54                                 | Nichita Naumciuc Dmitrii Zincenco Moldavia 6:44,57                             |

### Femenino
| Evento                               | Oro                                                      | Plata                                                | Bronce                           |
| ------------------------------------ | -------------------------------------------------------- | ---------------------------------------------------- | -------------------------------- |
| Scull individual ligero LW1X (24.08) | Ionela-Livia Cozmiuc · Rumania · 7:29,92                 | Zoí Fitsiu · Grecia · 7:31,65                        | Siobhan McCrohan Irlanda 7:32,94 |
| Dos sin timonel ligero LW2- (24.08)  | Jessika Sobocińska · Katarzyna Wełna · Polonia · 7:17,02 | Alessia Palacios · Valeria Palacios · Perú · 7:28,07 | —                                |

## Medallero
| Núm. | País           | Oro | Plata | Bronce | Total |
| ---- | -------------- | --- | ----- | ------ | ----- |
| 1    | Irlanda        | 1   | 0     | 1      | 2     |
| 2    | Austria        | 1   | 0     | 0      | 1     |
| 2    | México         | 1   | 0     | 0      | 1     |
| 2    | Polonia        | 1   | 0     | 0      | 1     |
| 2    | Rumania        | 1   | 0     | 0      | 1     |
| 6    | Grecia         | 0   | 2     | 0      | 2     |
| 7    | Estados Unidos | 0   | 1     | 0      | 1     |
| 7    | Paraguay       | 0   | 1     | 0      | 1     |
| 7    | Perú           | 0   | 1     | 0      | 1     |
| 10   | Alemania       | 0   | 0     | 1      | 1     |
| 10   | Italia         | 0   | 0     | 1      | 1     |
| 10   | Moldavia       | 0   | 0     | 1      | 1     |
|      | TOTAL          | 5   | 5     | 4      | 14    |